# Drosophila enoplotarsus
Drosophila enoplotarsus är en tvåvingeart som beskrevs av Elmo Hardy 1965.

## Taxonomi och släktskap
Drosophila enoplotarsus ingår i släktet Drosophila och familjen daggflugor.

## Utbredning
Artens utbredningsområde är ön Hawaii, en av Hawaiiöarna. Holotypen insamlades vid Kohala Ditch.